# Heimatmuseum Unser Fritz
Das Heimatmuseum Unser Fritz ist einer der drei Standorte des Emschertal-Museums zur Sozialgeschichte von Herne und Wanne-Eickel. Im Jahre der Stadtgründung von Wanne-Eickel (1926) wurde es als Heimatmuseum eingerichtet. Nach mehrmaligem Standortwechsel ist es heute in der ehemaligen Volksschule des nun Herner Stadtteiles Unser Fritz untergebracht.

## Geschichte
Gegründet wurde das Museum von dreißig heimatgeschichtlich interessierten Bürgern aus Wanne und Eickel, die sich 1925 in der Gesellschaft für Heimatkunde organisiert hatten und selbst Material sammelten. Die Eröffnung fand im März 1927 statt. Damals gab es eine kulturgeschichtliche, eine prähistorische, eine diluviale und eine mineralogische Abteilung. Außerdem wurden Schriften, Bilder, Kriegserinnerungen und alte Waffen gesammelt.
1940 übereigneten die Gründer das Museum der Stadt Wanne-Eickel.
Durch den Zweiten Weltkrieg und die Zeit danach kam es zu starken Veränderungen im Museumsbestand. Zum einen gingen durch Umzüge, Einlagerungen, Diebstähle und Zerstörungen Materialien verloren, zum anderen musste auf Anordnung der damaligen Militärregierung die Waffensammlung abgeliefert werden. Auch in den Folgejahren belegte das Museum noch verschiedene Standorte, bevor es 1968 in die erste Etage der ehemaligen Volksschule einzog. 1971 kam dann das Erdgeschoss dazu. 1978 wurde die Bezeichnung „Heimat- und Naturkunde-Museum Wanne-Eickel“ übernommen.
Nach umfangreichen Umbauarbeiten wurde das Haus als Heimatmuseum Unser Fritz im April 2017 wiedereröffnet. Die neue Dauerausstellung erhielt in der Bevölkerung und in der Presse große positive Resonanz. „Entstanden ist ein zauberhaftes Museum mit viel Ruhrgebiets-Charme“, schrieb Julia Gaß, Redakteurin der Ruhr-Nachrichten, nach der Eröffnung. Und Gabriele Heimeier resümierte in der WAZ: „Vom ‚Heimat- und Naturkundemuseum Wanne-Eickel‘ zum ‚Heimatmuseum Unser Fritz‘: Die Namensänderung spiegelt nur andeutungsweise wider, welche komplette Erneuerung das Museum erfahren hat. Wer das alte kannte, wird sich verwundert die Augen reiben – und aus dem neuen nicht mehr raus wollen.“

## Ausstellung und Exponate

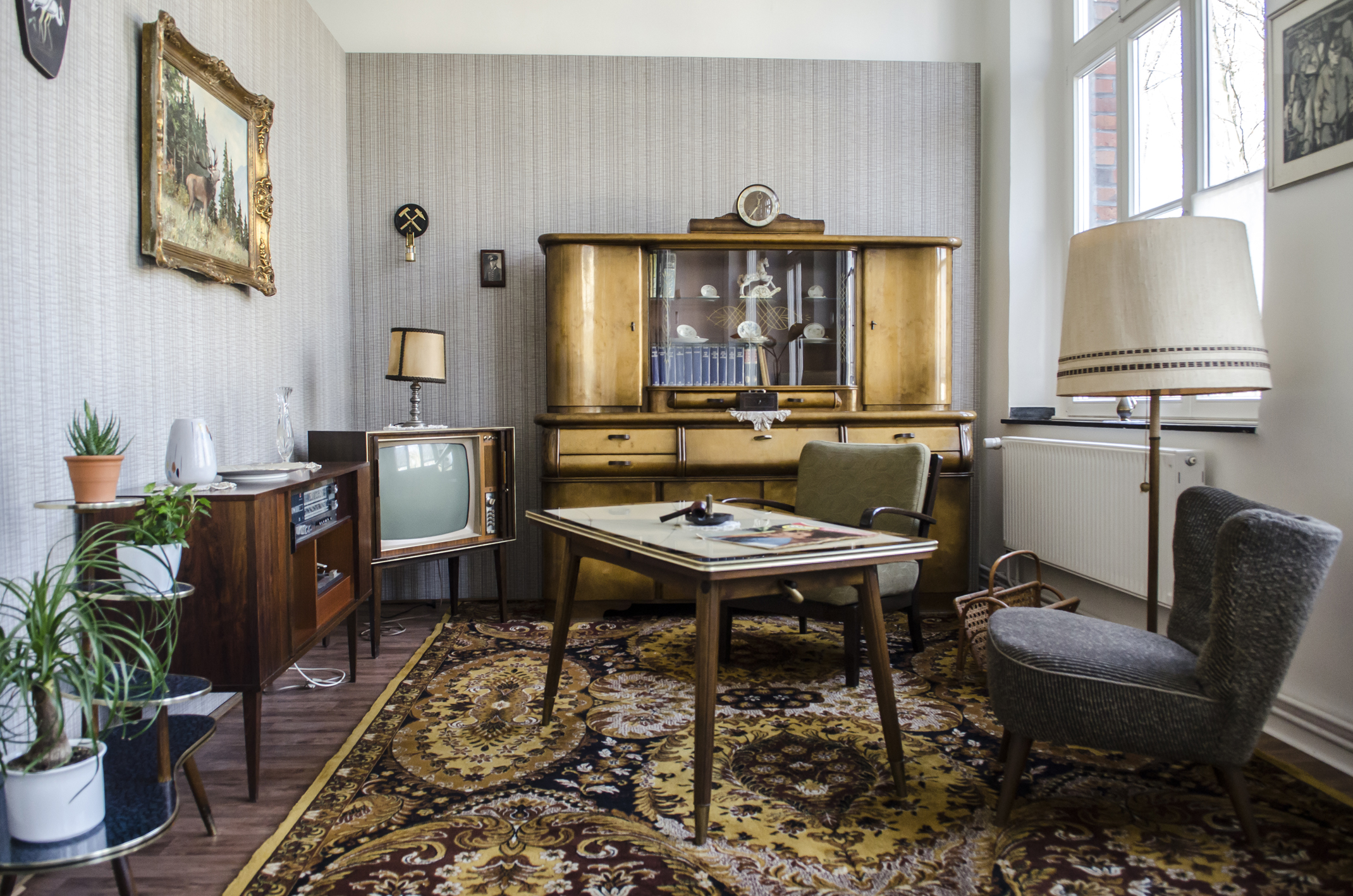
Wohnzimmer „Gelsenkirchener Barock“

Die Ausstellung des Heimatmuseums erzählt von Wegen der Migration, von Kindheit und Jugend, von Männer- und Frauenrollen, von Protest und Repression. Ganz bewusst wird in der Museumsnarration mit Klischees und Realität gespielt. So wird der Nachbau des „Flöz Wilhelm“, eine Übernahme aus den alten Tagen des Museums, durch einen Stummfilm aus dem Jahr 1921 über die Trauerfeiern zu einem Grubenunglück auf der Zeche Mont Cenis zum schmerzhaften Geburtskanal der Städte umgedeutet. Der Raum Nationalsozialismus provoziert durch die unter dem Motto „Besser Leben“ stehende Arbeiterküche. Besondere Exponate sind die begehbare Nachbildung einer Abbau-Strecke, die vollständig erhaltene Jugendstil-Einrichtung einer Drogerie von 1905, ein schönes Wohnzimmer im Stil des Gelsenkirchener Barocks und ein historisches Klassenzimmer aus der Zeit um 1900 einschließlich vieler damaliger Lehr- und Lernmittel, das zuvor bis zu seiner Schließung 2015 im Schulmuseum Bochum gezeigt wurde.

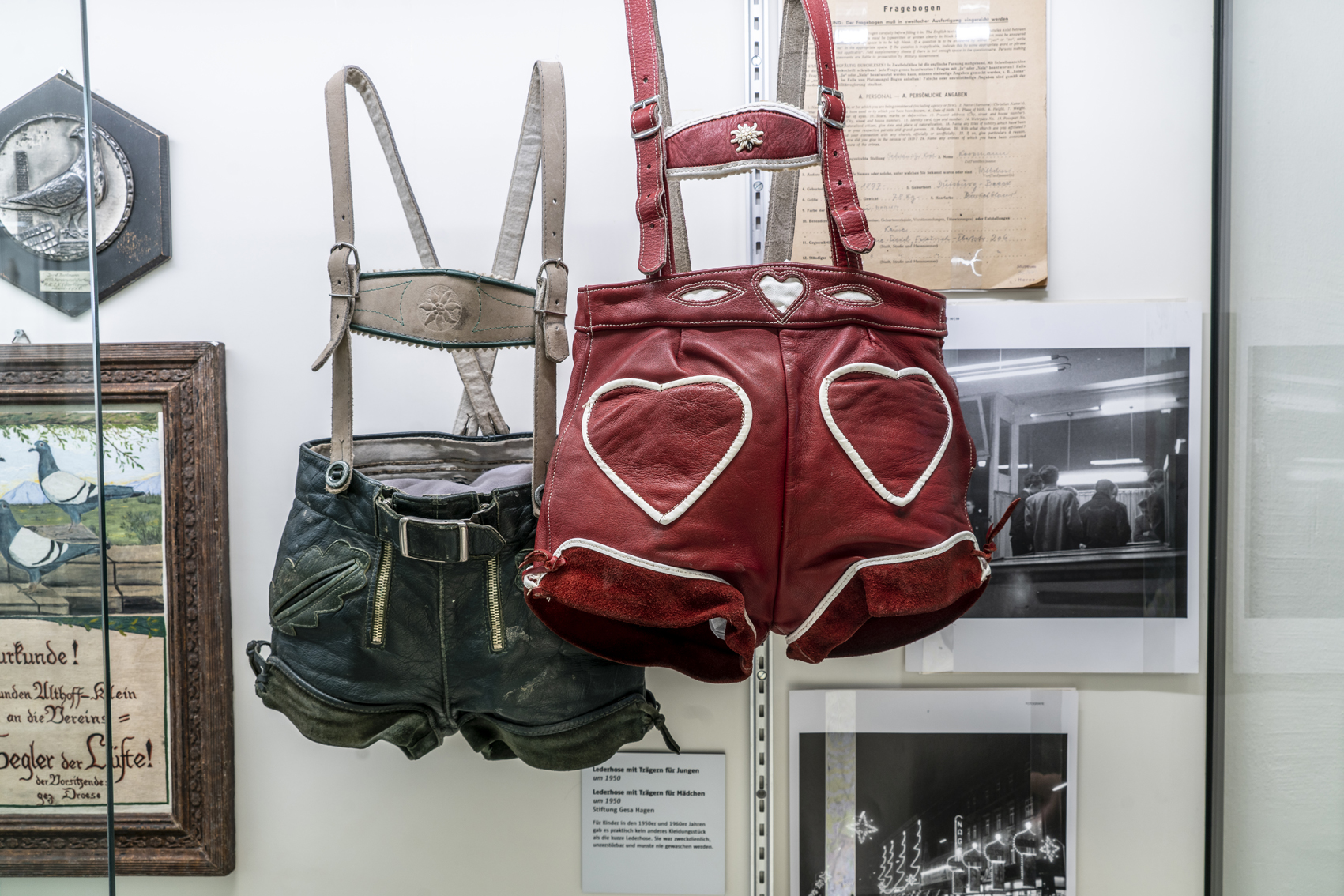
Lederhosen für Jungen und Mädchen, 1950er Jahre

„Strictly local“ heißt der konzeptionelle Leitgedanke und erinnert nicht von ungefähr an „Grabe, wo du stehst!“, die alte Devise der Geschichtswerkstätten-Bewegung. Die meisten Exponate stammen aus dem lokalen Umfeld. Bei ihrer Präsentation wird kein Unterschied zwischen Hoch- und Populärkultur gemacht. So hängt ein aufwendig verzierter Druck der „Schwarzen Madonna von Tschenstochau“ ganz bewusst neben dem kolorierten Foto eines Einwandererehepaares aus Posen. Und das Herner Stadtwappen mit der handschriftlichen Genehmigung der königlich-preußischen Behörde von 1900 steht in einer fast subversiven räumlichen Beziehung zu der Atlas-Videokassette des Films „Theo gegen den Rest der Welt“, einem Ruhrgebietsklassiker, der 1980 in der Herner Lichtburg seine Welturaufführung fand.

## Fortuna-Bude

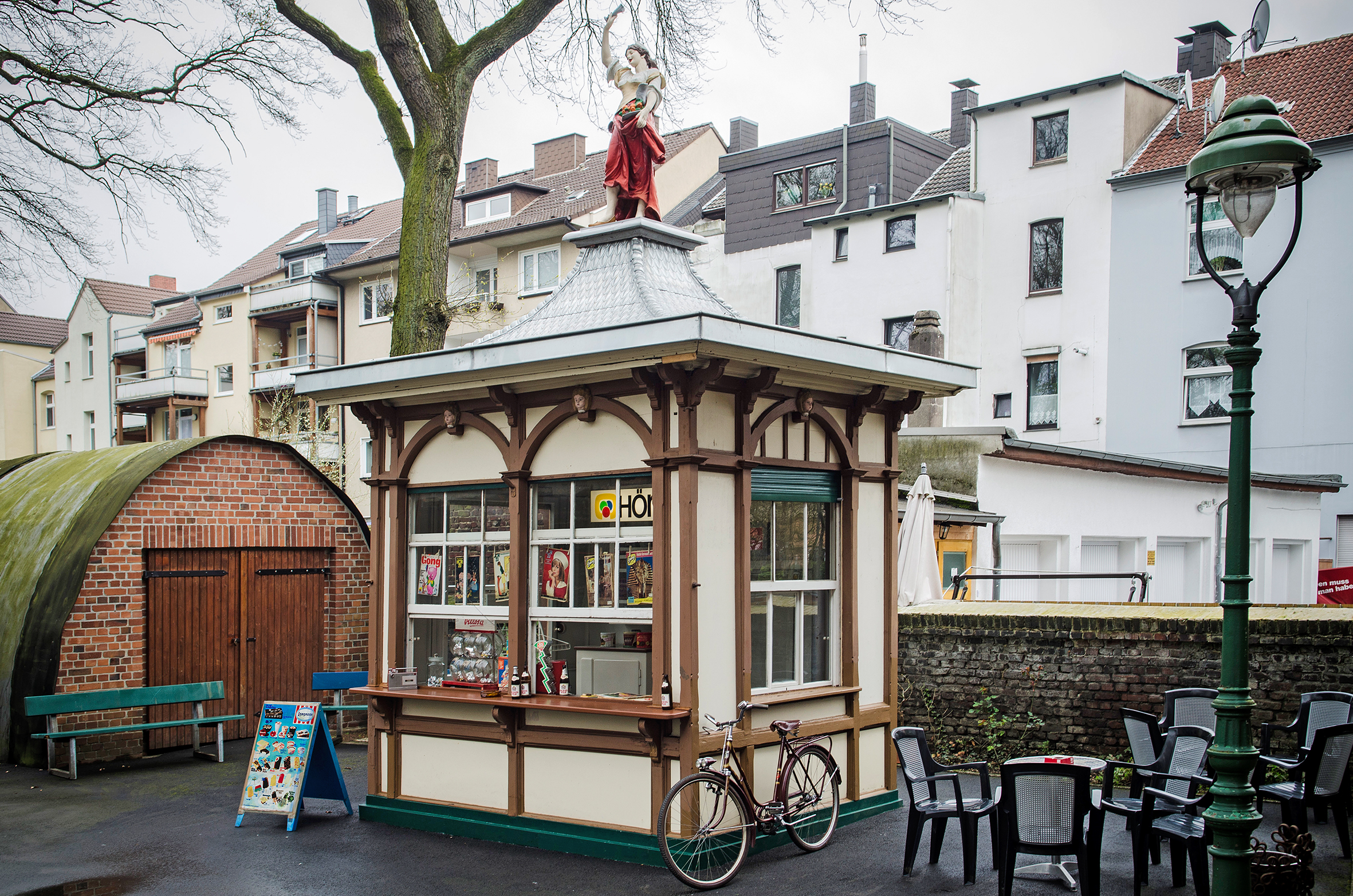
Die „Fortuna-Bude“

Auf dem Hof findet sich mit der Fortuna-Bude eine der ältesten Trinkhallen des Reviers. Sie wurde um 1905 im Auftrag des Gelsenkirchener Mineralwasser-Fabrikanten Franz Erlemeier gebaut und stand bis zum Ersten Weltkrieg am Eingang des Stadtgartens in Gelsenkirchen. In ihrer Gestaltung weist sie Elemente des Jugendstils und durch die überkragenden Dachsparren auch einen Hauch von Exotik auf. Die auf dem Spitzgiebel thronende Messingfigur der Fortuna winkt den geplagten Malochern entgegen und verspricht mit Füllhorn und gefülltem Obstteller Glück, Reichtum und Überfluss. Über Jahrzehnte hinweg wurde die markante Dachfigur auch als „Germania“ gedeutet.
1923 versetzte der Süßwarenfabrikant Wilhelm Michels die Bude an die Gelsenkircher Straße in das Amt Wanne. 1929 übernahm Maria Sobczak mit ihrem Mann, dem Berginvaliden Johannes Sobczak, den Betrieb. Nach und nach erweiterten sie das Warenangebot um kleine Speisen, Zeitungen und Zeitschriften, alkoholische Getränke und Tabakwaren. Auf Initiative von Rudolf Zienius wurde das Schmuckstück 1971 von der Stadt Wanne-Eickel für 1.800 DM erworben und auf den Hof des Heimatmuseums umgesetzt.

## Figurenensemble

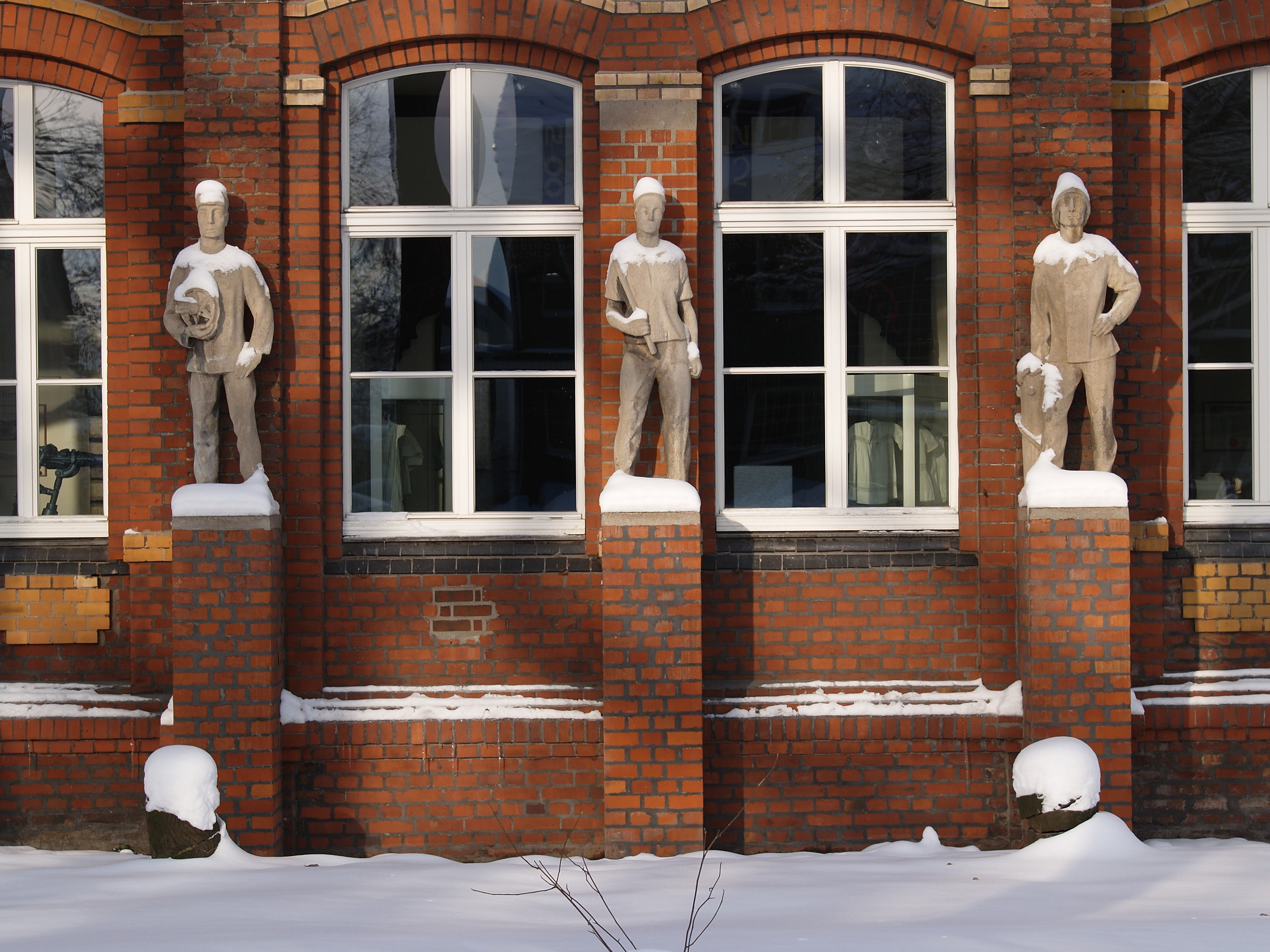
Das „Drei-Männer-Eck“

Die drei grauen Steinfiguren eines Bergmanns, eines Eisenbahners und eines Binnenschiffers, die an der Fassade des Gebäudes angebracht sind, stehen für die ausgestellten Inhalte: Eisenbahn, Bergbau, Kanalschifffahrt, den drei Säulen des Wanne-Eickeler Wirtschaftslebens. Sie wurden 1927 von dem Wanner Gewerbeoberlehrer und Bildhauer Wilhelm Braun geschaffen. Bis 1970 waren die Figuren am Drei-Männer-Eck des Glück-auf-Platzes in Bahnhofsnähe angebracht. Heute steht unmittelbar vor dem Bahnhof eine Säule mit Kopien.

## Fahrzeuge im Hof des Museums
Zu den ausgestellten Schienenfahrzeugen des Ruhrgebiets gehören unter anderem eine Dampflokomotive aus dem Jahr 1930 und eine Reinigungsstraßenbahn aus dem Jahr 1914. Der Straßenbahnwagen 181 sowie der Arbeitstriebwagen 601 wurden am 20. April 2015 durch die Verkehrshistorische Arbeitsgemeinschaft der Bochum-Gelsenkirchener Straßenbahnen AG übernommen und abtransportiert. Beide werden nun witterungsgeschützt verwahrt, der Arbeitstriebwagen wird rollfähig und der Straßenbahnwagen betriebsfähig aufgearbeitet. Der Sprengwagen ist seit dem Jahr 2024 im Bestand der Alten Dreherei in Mülheim an der Ruhr.

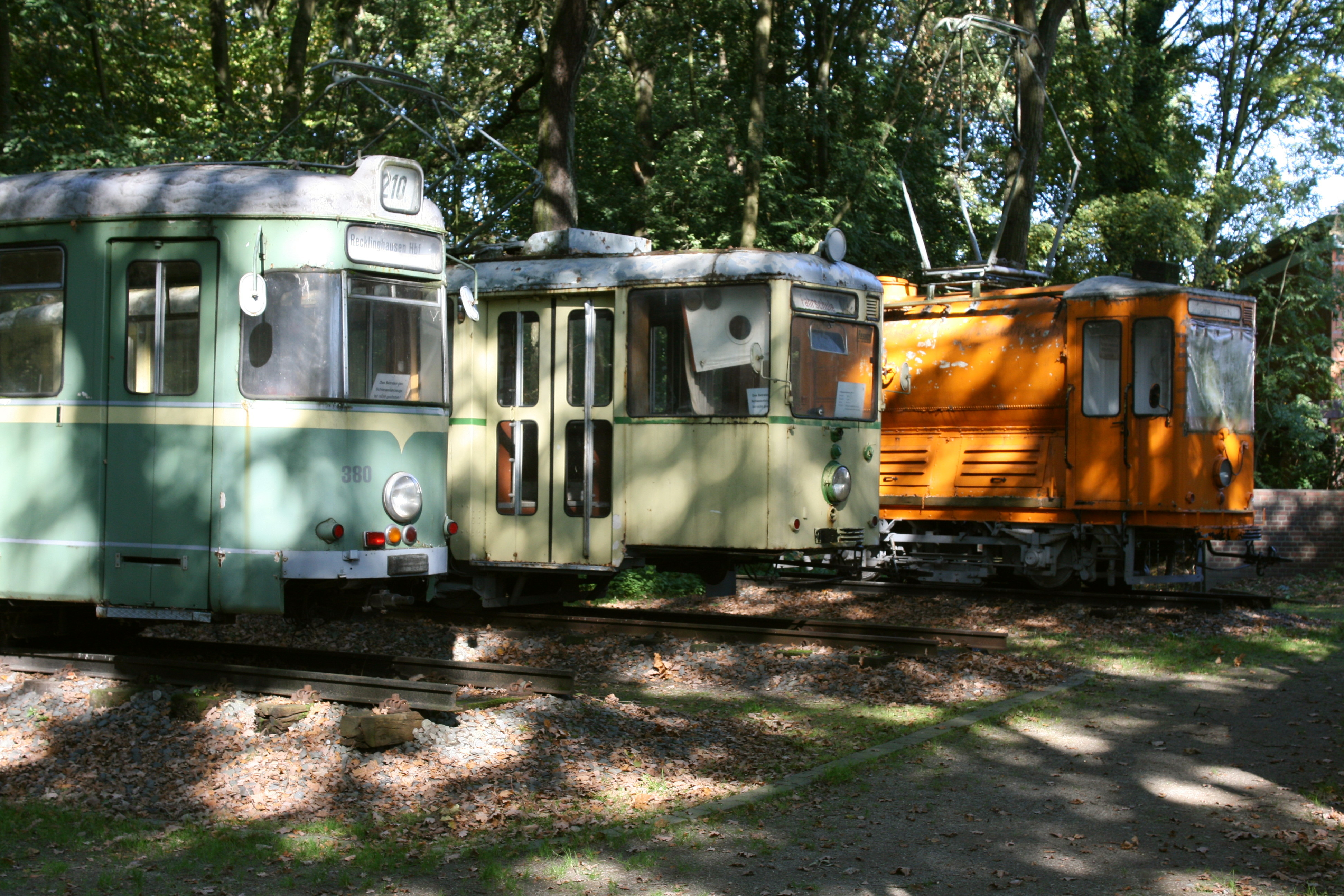
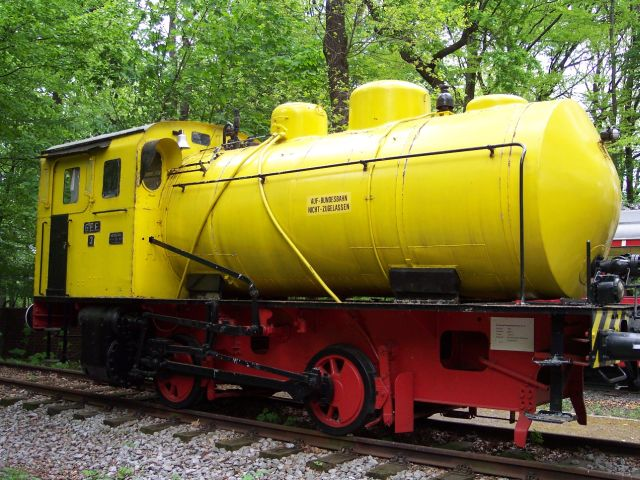
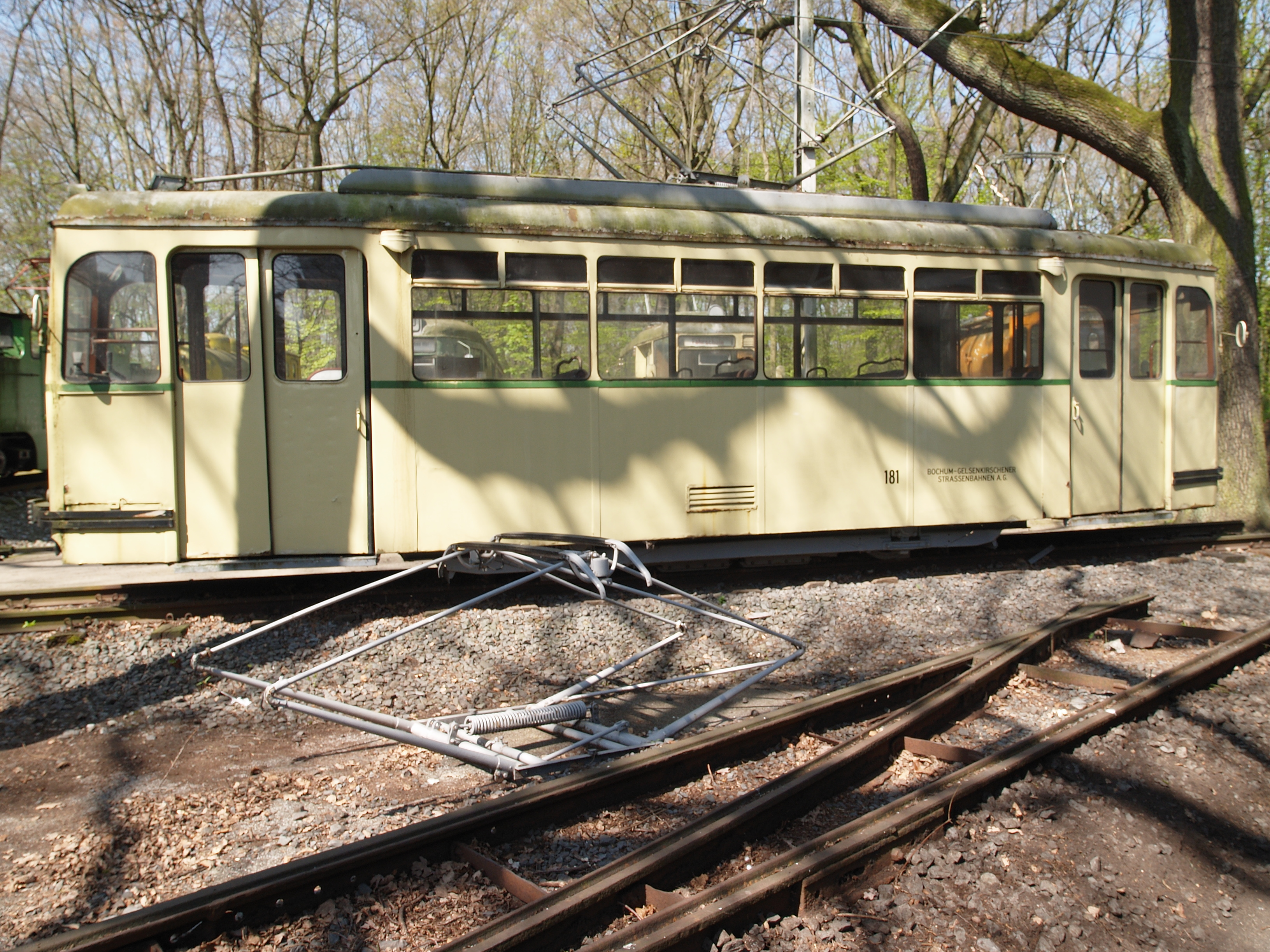
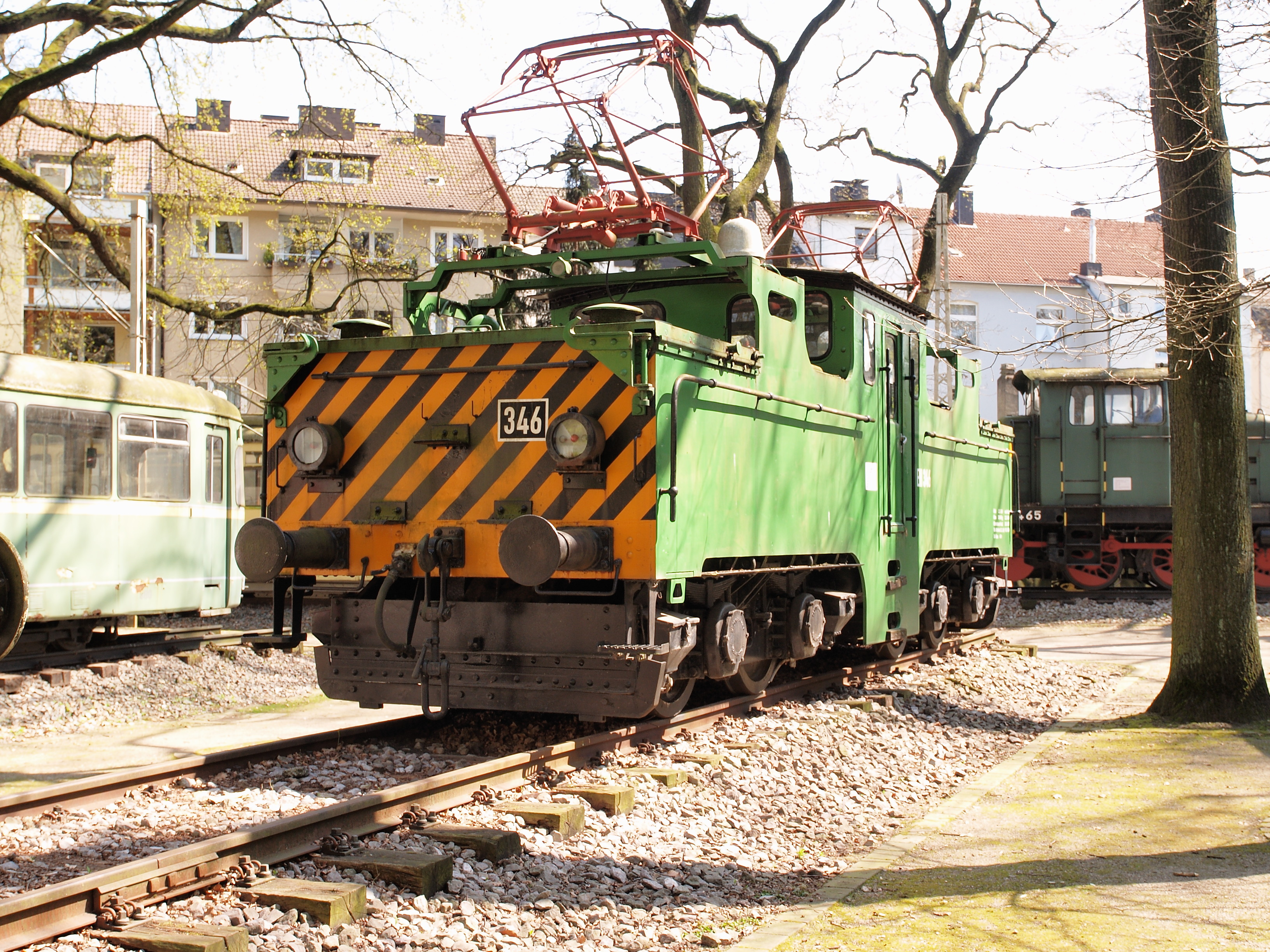